# Achacy Jordan z Zakliczyna
Achacy Jordan z Zakliczyna herbu Trąby (zm. w 1547 roku) – kasztelan biecki w latach 1546-1547, kasztelan zawichojski w latach 1543-1546, kasztelan żarnowski w latach 1536-1540, starosta sądecki w latach 1540-1547, starosta lipnicki, bolesławski i muszyński, celnik sandomierski w 1519 roku.
Poseł na sejm krakowski 1523 roku z województwa krakowskiego.